# 右田獏崇
右田 獏崇（みぎた ばくすう、1933年 - ）は、日本の水墨画家。鹿児島県出身。脚本家、監督の右田昌万は息子。

## プロフィール

### 略歴・取材旅行
- 1933年： 鹿児島県鹿児島市高須町に生まれる。
- 1950年： 挿絵画家になる夢に憧れ、油彩、水彩、墨絵を独学で始める。
- 1953年〜： 看板、グラフィック、商業見地のデザインの仕事に携わる。
- 1986年： アメリカ、カナダへの取材スケッチの旅。（フロリダなど）
- 1986年： 達磨画、武者絵、福神画を学ぶ。
- 1992年： 水墨画家の高橋東山と中国・桂林への取材スケッチの旅。
- 1993年： 水墨画家の呉斉旺とドイツへの取材スケッチの旅。（中世の古都と自然）
- 1993年： 水墨画家の高橋東山と九州一周取材スケッチの旅。
- 1995年： 中国の北京・杭州・蘇州への取材スケッチの旅。
- 1996年： ブダペスト、イスタンブール、アテネ、エーゲ海への取材スケッチの旅。

## 作品

### 出品・受賞歴
- 1989年： 公募、南九州水墨画展初出品、松下美術館館長賞受賞。（於鹿児島市美術館）
- 1990年〜1993年： 水墨画誌上展最高賞2回、金・銀・銅賞42回、準大賞2回受賞。
- 1993年： 国際墨絵海外展に日本国選抜出品。（於ドイツ デュッセルドルフ）
- 1993年： 公募、南九州水墨画展、秀作賞受賞。（主催松下美術館、於鹿児島市美術館）
- 1995年： 1月より12月までの企画展、延べ1500点展示。（於百景館）
- 1995年： 国際現代水墨画交流展に日本国選抜出品。
- 1995年： 公募、南九州水墨画展、秀作賞受賞。（主催松下美術館、於鹿児島市美術館）
- 1996年： 公募、指宿シルバー美術展、優秀賞受賞。
- 1996年： 公募、昭和美術会展に出品『布袋いろは絵噺』。（於京都市美術館）
- 1996年： 日本文人画府展『いろは四十八布袋』新人賞会員推挙。（於東京都美術館）
- 1996年： 公募、現代水墨画展奨励賞受賞（於東京都美術館）
- 1997年： 国際墨絵オーストラリア展に日本国選抜出品。（於ブリスベン国際会議場）
- 1997年： 昭和美術会展、水墨画出品、同人推挙。（於京都市美術館）
- 1997年： 指宿シルバー美術展、特別賞受賞。（指宿市教育委員会賞）
- 1997年： 公募、南九州水墨画展、秀作賞受賞。（主催松下美術館、於鹿児島市美術館）
- 1997年： 日本文人画府展『虎群布袋居』佳作賞受賞。（於東京都美術館）
- 1997年： 個展、右田獏崇墨彩画紀行九州の風景展。（於松下美術館）

### 放映
- 1991年 8月： 芸術散歩(MBC) 個展紹介 集景画廊
- 1994年 4月： イブニングネットワーク(NHK) 「墨絵で描く･･･武者屋敷百景展」
- 1994年 4月： おはよう日本(NHK) 百景展紹介
- 1994年 4月： スーパータイム Seeタイム(KTS) ギャラリー紹介等（4回）
- 1994年 9月： 愛&EYEスペシャル(KYT) 「獏崇先生の水墨画教室」
- 1995年 3月： どーんと鹿児島 人情ほのぼの城下町(MBC) 武者屋敷制作現場を放映
- 1995年11月： ぐるっと九州 人情ほのぼの城下町(MBC) 百景館とスケッチ場面を放映
- 1996年 1月： おーいかごしま96(KKB) 水墨画の指導と実演、武者屋敷風景紹介